# 1st Infantry Division (Vereinigte Staaten)
Die 1st Infantry Division (deutsch 1. US-Infanteriedivision), Spitzname Big Red One (deutsch: Große rote Eins), ist einer der ältesten und traditionsreichsten Großverbände der US-Streitkräfte. Sie war nach dem Zweiten Weltkrieg bis 1955 und erneut von 1996 bis 2006 in Deutschland stationiert. Seit dem 1. August 2006 hat die Division ihr Hauptquartier in Fort Riley, Kansas. Die Division ist dem III. Corps unterstellt.

## Geschichte

### Erster Weltkrieg

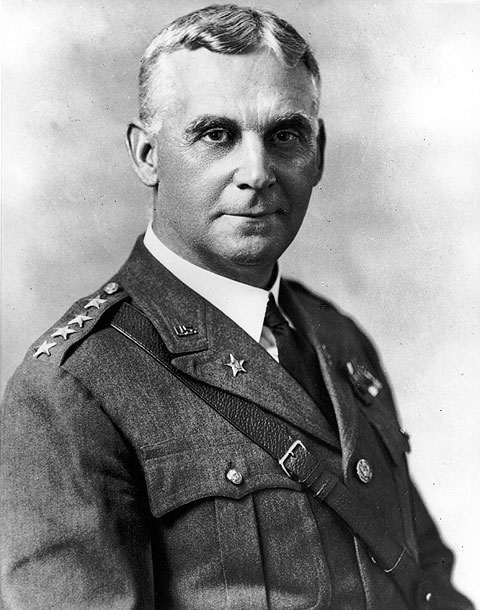
Charles P. Summerall

Die Geschichte der 1. US-Infanteriedivision begann im Zuge des Ersten Weltkrieges. Sie wurde am 24. Mai 1917 aufgestellt und ab 8. Juni auf Governors Island (New York) vom ersten Kommandeur Brigadegeneral William L. Sibert organisiert. Die ersten Truppen wurden am 13. Juni in Hoboken eingeschifft und landeten am 26. Juni in St. Nazaire aus. Das Hauptquartier der Division landete am 27. Juni mit John „Blackjack“ Pershing als erstes Führungskommando des American Expeditionary Forces in Frankreich. Der Rest der Division folgte in rascher Folge mit Ausnahme des Versorgungszuges, der erst am 6. Mai 1918 in Frankreich ankam. Die Division wurde in Gondrecourt trainiert, die zugeteilte Artillerie-Brigade kam nach Valdahon. Am 21. Oktober 1917 kamen Teile der Division im Raum Lunéville an die Front und wurde einer französischen Einheit zugeordnet. Am 23. Oktober 1917 folgte östlich von Bathlemont die Feuertaufe und beim 16. Infanterie-Regiment traten die ersten Verluste ein. In der Nacht des 30. November wurden die Einheiten nach Gondrecourt zurückgezogen, um ihre Ausbildung fortzusetzen. In der Nacht vom 15. auf 16. Januar 1918 wurde sie bei Ansauville wieder vorne eingesetzt und am 3. April 1918 nach Toul zurückgezogen um dann sofort per Bahn in die Picardie verlegt zu werden.
Am 25. April 1918 übernahm die Division unter General Robert Lee Bullard infolge des deutschen Unternehmens Michael bei Montdidier einen Frontabschnitt bei Cantigny. Der dort am 28. Mai beginnende amerikanische Angriff konnte einen Frontvorsprung erfolgreich begradigen. Das 28. Infanterieregiment (Oberst Hansen Ely) griff den Ort an und brachte beim Angriff innerhalb von 45 Minuten etwa  250 deutsche Gefangene ein. Alle deutschen Gegenangriffe in den folgenden zwei Tagen konnten abgewiesen werden. Die 1. Division blieb bis zum 7. Juli im Sektor Cantigny und wurde dann nach Dammartin-en-Goële zurückgezogen.
Am 15. Juli 1918 starteten die Deutschen beidseitig von Reims eine letzte kurzlebige Offensive und am 18. starteten die Alliierten ihren Gegenangriff, bei der die 1. Division unter General Charles P. Summerall im Rahmen der französischen 1. Armee eingesetzt wurde. Die 1. und 2. Division sowie die marokkanische Division griffen ab 18. Juli in der Schlacht bei Soissons an. In viertägigem Kampf überquerten die Truppen die Straße nach Chateau-Thierry und besetzten am 2. August Soissons. Die 1. Division hatte in dieser Schlacht 8.365 Mann verloren, war dabei 11 Kilometer vorgerückt und hatte 3.500 Gefangene und 68 Kanonen eingebracht. Die Division wurde nach ihrer Ablösung durch die 15th (Scottish) Infantry Division wieder in den Raum Toul verlegt. Am 7. August 1918 übernahm sie einen ruhigen Abschnitt bei Saizerais und blieb dort bis zum 24. August, als es zur Vorbereitung einer neuen Offensive nach Vaucouleurs zurückgezogen wurde.
Im Rahmen der jetzt selbständig organisierten 1. US-Armee nahm sie an der Schlacht von St. Mihiel teil. Der neue Angriff begann am 12. September 1918 um 5 Uhr morgens, schon am nächsten Morgen wurde die Verbindung zur 26. US-Division in Vigneulles hergestellt. Die 1. Division wurde dann von der 42. Division abgelöst und als Reserve des IV. Korps in den Nonsard Wood zurückgezogen. Am 20. September wurde die 1. Division für ihren Einsatz in der Maas-Argonnen-Offensive nach Westen verlegt. Sie kam am 27. September in Nixeville an, von dort marschierte sie nach Neuvilly, wo sie in der Nacht des 30. September die 35. US-Division in der Nähe von Very ablöste. In den folgenden elf Tagen stand die 1. Division ununterbrochen östlich des Airetals im Vormarsch, die Orte Fleville und Exermont wurden eingenommen. In der Nacht des 11. Oktober 1918 verlief die neue Frontlinie nördlich von Sommerance nach Osten, als die Truppen von der 42. Division abgelöst wurden. In dieser Offensive hatte die Division schwere Verluste (9.194 Mann) erlitten, war aber etwa 7 Kilometer vorgerückt und hatte 1.400 Gefangene und 13 Feldgeschütze eingebracht. Nach diesen Kämpfen wurde die Division zur Erholung nach Bar-le-Duc verlegt und kam in die Reserve des V. Korps. In der Nacht vom 5. auf den 6. November 1918 trat sie nördlich der Straße Stonne-Beaumont wieder an vordere Linie ein und erreichte am 6. November die Maas bei Mouzon. Am Nachmittag des 7. November erreichte sie die Höhen von Sedan und besetzte die Stadt. Die Franzosen wollten aus Prestigegründen als erste in die Stadt einziehen und so wurde die Division nach Buzancy zurückgezogen. Die Verluste seit Anfang Oktober stiegen auf 10.116 Soldaten, mehr als bei jeder anderen Division in der Maas-Argonnen-Operation.
Die „Fighting First“ bereitete den amerikanischen Truppen an der Westfront sozusagen den Weg. Namen wie Cantigny, Soissons, und Argonnen sind Synonyme für die Einsätze der Soldaten der 1. Infanteriedivision, die jetzt das Abzeichen der „Big Red One“ auf ihrer linken Schulter tragen. Die 1. Division wurde nach dem Waffenstillstand der 3. Armee zugeteilt, welche die amerikanischen Besatzungstruppen umfasste, und marschierte am 17. November nach Deutschland ab. Sie überquerte die Mosel bei Wormeldingen und ging am 1. Dezember 1918 über die Grenze. Der Rhein wurde am 13. Dezember überquert, die Division etablierte sich im östlichen Brückenkopf bei Koblenz, wo sie bis zum 16. August 1919 als Besatzung verblieb. Das Hauptquartier der Division wurde am 25. August 1919 in Brest eingeschifft und traf am 5. September 1919 wieder in New York ein.

### Zweiter Weltkrieg

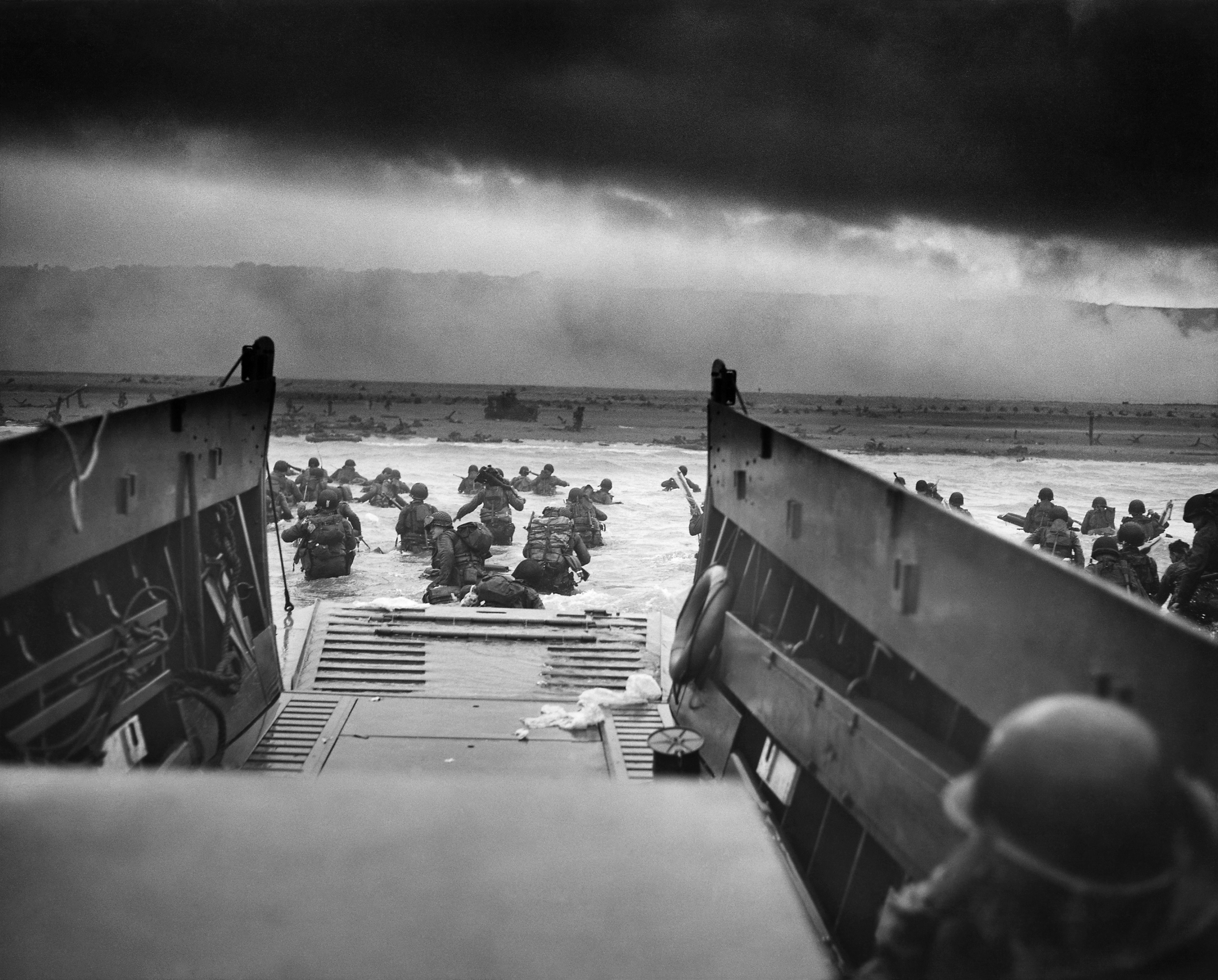
In die Geschichte eingegangenes Foto (Titel: Into the Jaws of Death), das die Landung der 1st Infantry Division bei Omaha Beach am 6. Juni 1944 zeigt.

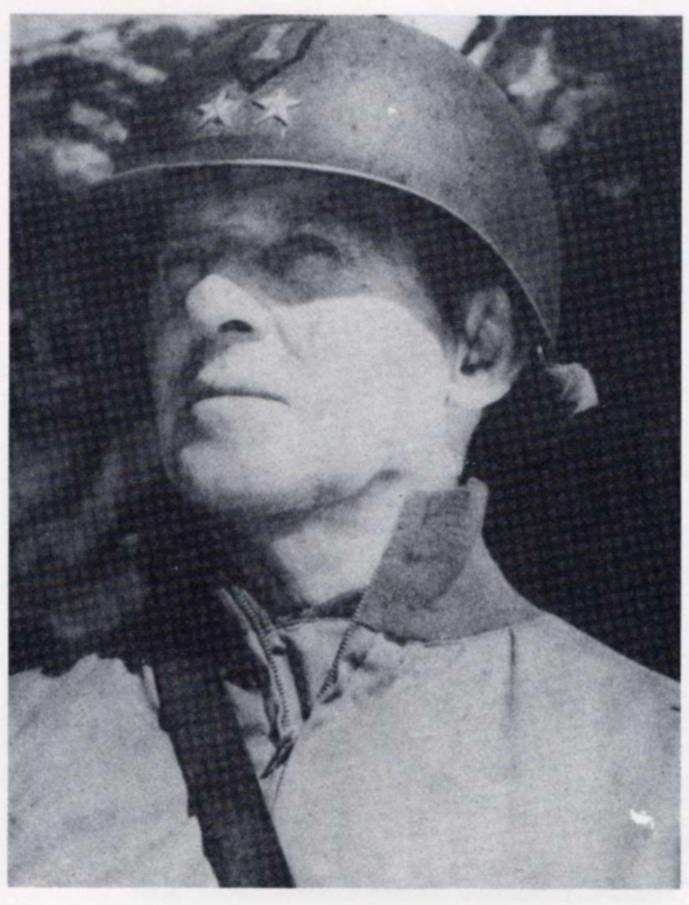
Major General Clarence R. Huebner

Während des Zweiten Weltkrieges war die 1. Infanteriedivision die erste, die in England ankam, die erste, die den Feind in Nordafrika und in Sizilien bekämpfte, die erste an den Stränden der Normandie am D-Day und die erste, die mit Aachen eine deutsche Großstadt einnahm.

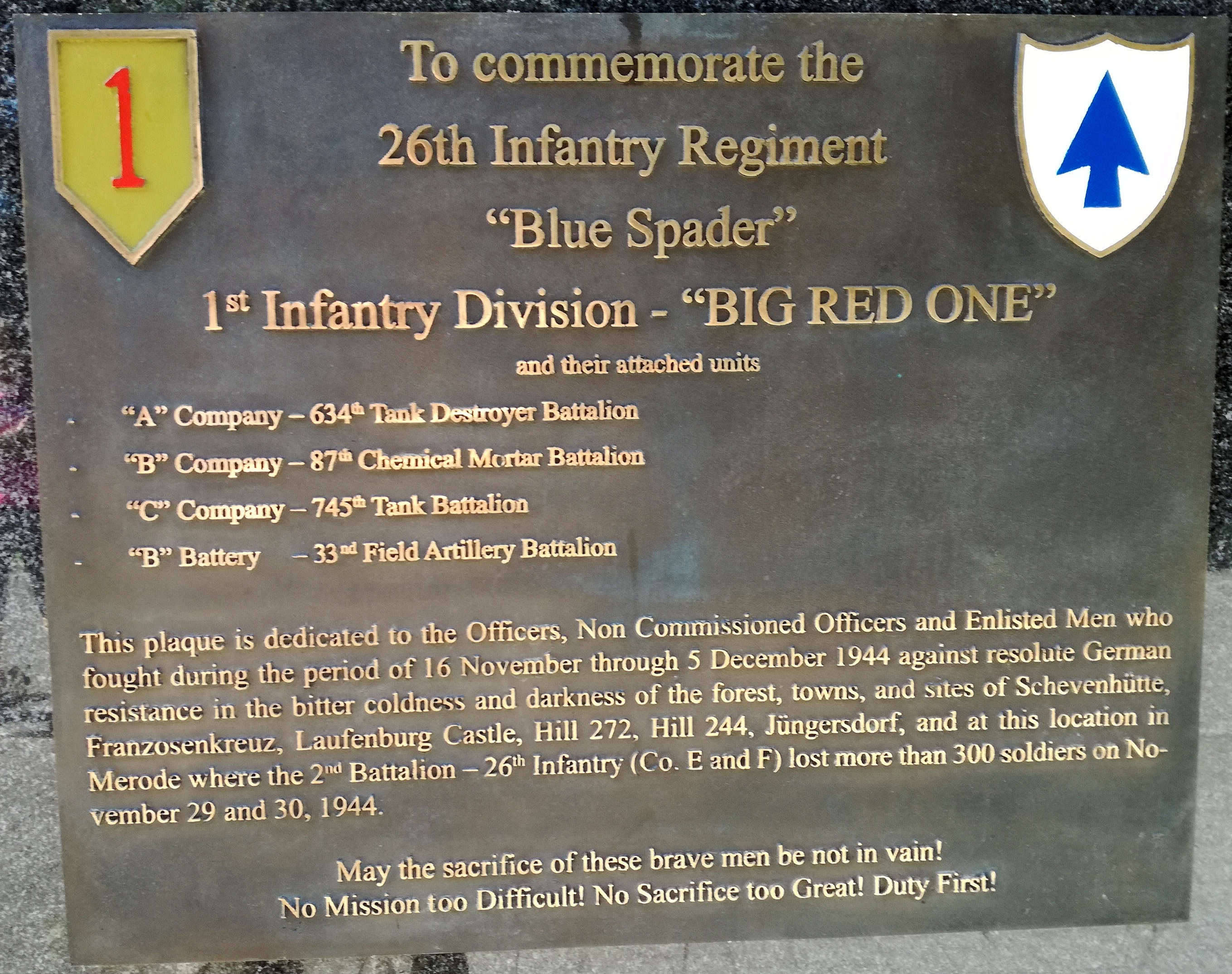
Gedenktafel an die am 29./30. November 1944 gefallenen Soldaten der 1. Infanterie-Division der US-Armee an einem Haus in Merode

Nach den D-Day-Landungen am 6. Juni 1944 rückte die Division unter Major General Clarence R. Huebner im Rahmen des V. US-Korps landeinwärts und sicherte so einen Brückenkopf für Versorgungs- und Kampftruppen. Sie drang anschließend weiter ostwärts durch Frankreich vor. Im September 1944 erreichte die Division die deutsche Grenze und nahm im folgenden Monat Aachen ein. Im Anschluss kämpfte die Division im Hürtgenwald und an der Rur. Anfang Dezember wurde die Division, nach sechs Monaten ununterbrochenem Kampfeinsatz, zur Auffrischung von der Front abgezogen. Mit dem Beginn der deutschen Ardennenoffensive am 16. Dezember 1944 wurde die Division an die Ardennenfront verlegt, wo sie erneut schwere Kämpfe zu bestehen hatte.
Im Februar 1945 brach die 1. US-Infanteriedivision aus dem amerikanischen Brückenkopf bei Remagen aus und nahm an der Einkesselung des Ruhrgebiets teil, bevor sie durch Mitteldeutschland nach Osten vorrückte. Am Ende des Krieges war die „Big Red One“ durch ganz Deutschland bis in die westliche Tschechoslowakei vorgerückt. Hier befreite sie am 8. Mai 1945 im Sudetenland die KZ-Außenlager Falkenau und Zwodau.
Die 1. Infanteriedivision blieb in Deutschland bis 1955, zuerst als Besatzungstruppe, dann als Verbündeter der jungen Bundesrepublik in der NATO. 1955 wurde die Division zurück nach Fort Riley (Kansas) verlegt, bevor sie in den 1990er Jahren wieder zurück nach Deutschland kommen sollte.

### Vietnam-Krieg
Im Sommer 1965 war die Big Red One die erste Division, die nach Vietnam beordert wurde. Fast fünf Jahre kämpften die Soldaten gegen die Vietcong, während auch Hilfsprogramme für die Bevölkerung von Südvietnam organisiert wurden. Bei internen Untersuchungen der US Army stellte sich heraus, dass zwischen Januar und Oktober 1969 im Distrikt Chơn Thành in der Provinz Bình Phước 14 Fälle nachweisbar waren, in den Hubschrauberstaffeln der 1. US-Kavalleriedivision, der 1. US-Infanteriedivision und der 12th Aviation Group Waldarbeiter und im Feld arbeitende Bauern und ganze Dörfer unter Beschuss nahmen und dabei an die 30 Menschen töteten. Die Besatzungen hatten sich die Feuererlaubnis mittels vorsätzlicher Täuschung der Einsatzzentralen erschlichen.

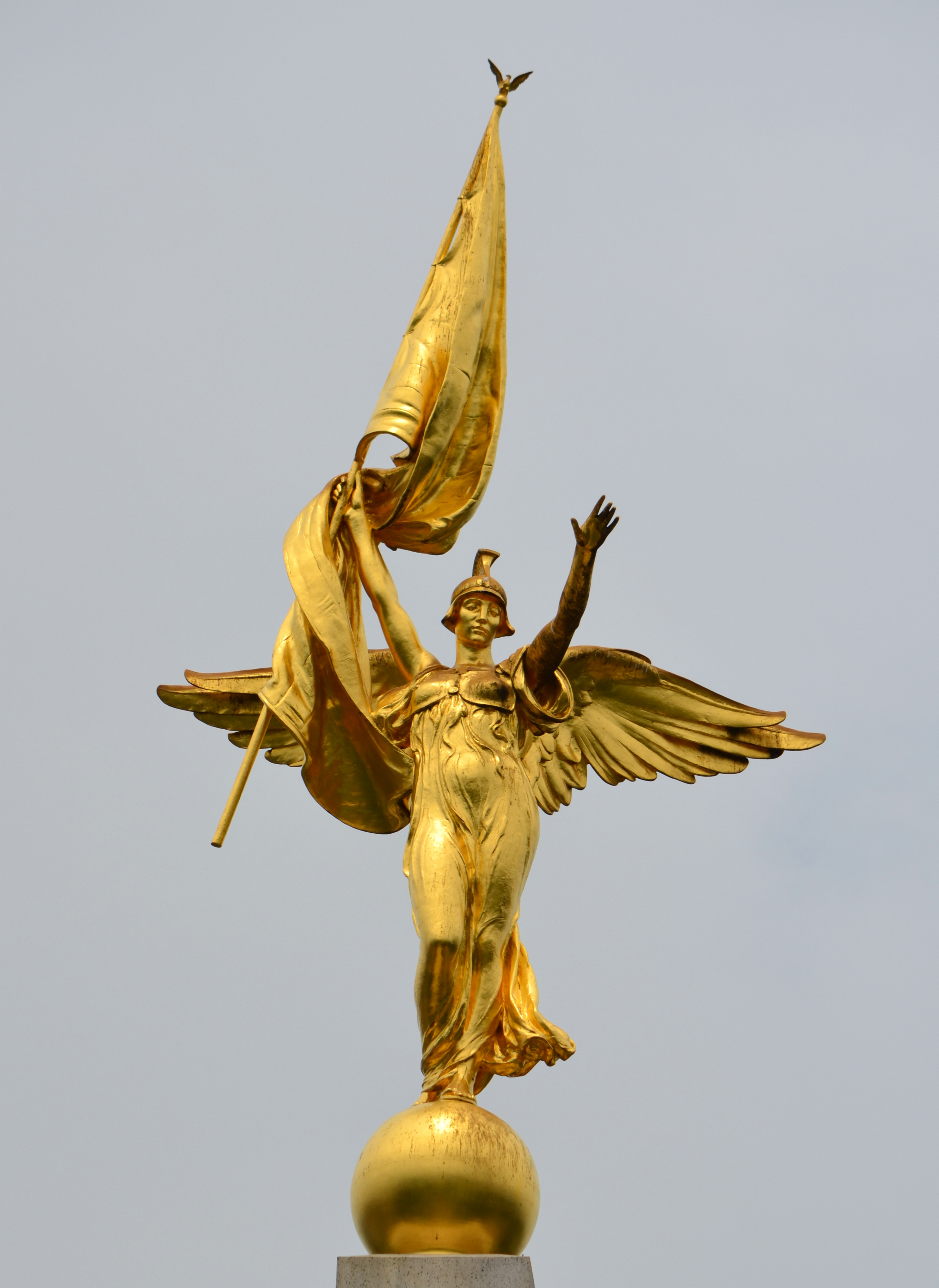
Statue auf dem First Division Monument in Washington, D.C.

Im April 1970 wurden die Fahnen der 1. Infanteriedivision zurück nach Fort Riley verlegt. Zurück in Kansas, wurde die Big Red One ein Verband mit mehreren Standorten, die 3. Brigade wurde in die Bundesrepublik Deutschland vorverlegt. Dieser Teil der Division nannte sich für die Dauer der Vorverlegung „1st Infantry Division (FWD)“ und lag in folgenden Standorten:
- 3. Brigade in Göppingen mit
  - Stab und Stabskompanie der 1. Infanteriedivision (FWD) in Göppingen
  - 3–34th Armor in Böblingen
  - 1–16th Infantry in Böblingen
  - 4–16th Infantry in Göppingen
  - 2–5th Field Artillery in Neu-Ulm
  - D Btry/25 Field Arty in Neu-Ulm
  - D Comp/1st Engineers in Böblingen
  - 299th Support Bn in Göppingen

Ein weiteres „1. Mal“ wurde der Division zuteil, als man mit einer langen Reihe von REFORGER-Übungen begann. Diese Übungen zeigten Entschlossenheit und Fähigkeit der USA, ihre NATO-Partner in Westeuropa zu verteidigen.

### Operation Desert Storm
Am 8. November 1990 wurde die 1. Infanteriedivision in den Alarmzustand versetzt und verlegte in den kommenden zwei Monaten mehr als 12.000 Soldaten und 7.000 Teile Ausrüstung nach Saudi-Arabien zur Unterstützung der Operation Wüstensturm. Nachdem die Division die Kampftruppen in den Irak angeführt hatte, konnte am 27. Februar 1991 die gegnerische Verteidigung entlang der kuwaitischen Grenze durchbrochen und der Rückzugsweg für die fliehenden irakischen Truppen abgeschnitten werden.
Während der folgenden 100 Stunden „stürmte“ die Division durch den Südirak hinein nach Kuwait, wobei 11 feindliche Divisionen ganz oder teilweise abgeschnitten bzw. vernichtet wurden. Die Division kämpfte ihren Weg durch 260 Kilometer Feindesland und zerstörte mehr als 500 feindliche Panzer und 480 gepanzerte Truppentransporter. Zusätzlich machte die Division mehr als 11.400 Kriegsgefangene – doppelt so viele wie jede andere Einheit.

### Kosovo
Kurz nach Verlegung der Einheit nach Deutschland übernahmen die Soldaten der „Big Red One“ Friedenssicherungsaufgaben im Bosnien-Herzegowina. Die Division verlegte 1999 zweimal in den Balkan, zuerst als Teil der Kampfgruppe „SABRE“ in Mazedonien, dann in den Kosovo mit der NATO-Kampftruppe „Falcon“ am 10. Juni. Dieses Kontingent patrouillierte ihren Sektor im Kosovo bis Juni 2000, als die Mission an die 1. Gepanzerte Division übertragen wurde.
Im November 2002 verlegte das 2. Bataillon, 63. gepanzertes Regiment zur NATO Task Force Falcon zur Unterstützung des Friedenssicherung in den Kosovo. Das 2./63 überwachte Friedensvereinbarungen im Ostsektor der multinationalen Brigade. Das Bataillon hat dazu beigetragen, ein sichereres Klima zu gestalten und hat den Übergang zur Zivilverwaltung unterstützt.

### Operation Iraqi Freedom
Im Januar 2003 bereitete sich die Division auf den Irak-Krieg vor. Die Soldaten bildeten das Hauptquartier der US-Streitkräfte in der Türkei und bereiteten den Angriff der 4. Infanteriedivision auf den Irak von der Türkei aus vor. Als die türkische Regierung den Zugang zum Irak über ihre Grenzen verweigerte, brach ARFOR-T die Zelte ab, und die 4. Infanteriedivision griff den Irak von Kuwait aus an.
Die Division hatte im Irak-Krieg eine direktere Rolle im März 2003, als das 1. Bataillon, 63. gepanzertes Regiment in den Nordirak verlegt wurde. Im Sunnitischen Dreieck mussten sowohl Kampfhandlungen der Task Force 1-63 als auch Bemühungen um die Wiederherstellung der Stabilität in der Region durchgeführt werden. Die 1st Brigade der 1st Infantry Division verlegte von Fort Riley, Kansas im September 2003 zur Unterstützung der 82nd Airborne Division nach Ramadi, Irak.
Als die Task Force 1-63 im Februar 2004 nach Deutschland zurückkam, verlegte der Rest der 1. Infanteriedivision als Task Force Danger in den Nordirak zur Unterstützung der Operation „Iraqi Freedom II“ und löste die 4. Infanteriedivision hauptsächlich in der Salah ad-Din und Diyala Provinz ab. Die Task Force Dagger der 1. Infanteriedivision besteht aus Deutschland-basierten Einheiten der Big Red One, zusammen mit der 30. Panzerbrigade „Old Hickory“ der North Carolina Army National Guard, der 2. Brigade der 25. Infanteriedivision aus Hawaii und der 264. Pioniergruppe der Wisconsin Army National Guard.
Im September 2004 wurde die 1. Brigade ersetzt von Einheiten der 2. Infanteriedivision in Ramadi und verlegte zurück nach Ft. Riley. Im Februar 2005 wurde die Division abgelöst von der 42. Infanteriedivision der New York Army National Guard und Teilen der 3. Infanteriedivision und verlegte zurück nach Deutschland.
Bis 2006 waren die Standorte wie folgt:
- Stab und Stabskompanie in Würzburg
- 1. Brigade in Fort Riley (Kansas)
- 2. Brigade in Schweinfurt
- 3. Brigade in Vilseck
- 4. Brigade (Heeresflieger) in Katterbach (Ansbach), Illesheim und Giebelstadt
- DISCOM (Unterstützungskommando) in Kitzingen
- DIVENG (Pioniere) in Bamberg
- DIVARTY (Artillerie) in Bamberg

### Neudislozierung
Am 6. Juli 2006 wurde die Fahne in Würzburg eingeholt, die Division an den deutschen Standorten deaktiviert und am 1. August in Fort Riley, Kansas, wieder aktiviert.

### Operation Iraqi Freedom 06–08
Das 2. „Dagger“ Infantry Brigade Combat Team verlegte vom August 2006 bis November 2007 wieder in den Irak. Das 1st Battalion, 26th Infantry Regiment wurde der Adhamiya Distrikt von Bagdad zugeteilt, um die dortige Gewalt einzudämmen. Das 1st Battalion, 77th Armor Regiment verlegte nach Ramadi, und das 1st Battalion, 18th Infantry Regiment verlegte in die Forward Operating Base Falcon in den Rasheed Distrikt im Südwesten Bagdads. Der Stab sowie die Stabskompanie, das 9. Pionier Bataillon, das 1. Bataillon, 7. Artillerieregiment, das 299. Versorgungsbataillon und die 57. Fernmeldekompanie schlugen ihre Zelte im Camp Liberty östlich vom Baghdad International Airport (BIAP) auf. Nach der Rückkehr aus dem Irak wurde die „Dagger“ Brigade am 16. März 2008 aufgelöst und mit Personal und Material als 172. US-Infanteriebrigade „Blackhawks“ in Schweinfurt und Grafenwöhr neu aufgestellt.
Teile der 1. „Devil“ Brigade aus Fort Riley verlegten im Herbst 2006 ebenfalls für verschiedene Operationen in den Irak und setzten sich zusammen aus Kompanien vom 1. Bataillon, 16th Infantry; 1. Bataillon, 34th Armor; 1. Bataillon, 5th Artillerieregiment; 1. Pionierbataillon; und dem D Troop, 4th Cavalry Regiment. Außerdem besitzt die Brigade seit dem 1. Juni die Federführung der Ausbildung zukünftiger Military Transition Teams (MiTTs). Diese Teams sollen nach abgeschlossener Ausbildung in Fort Riley in den Irak oder nach Afghanistan gehen und dort den Aufbau einheimischer Sicherheitskräfte unterstützen und diese im Einsatz führen.
Im Februar 2007 verlegte dann das 4. „Dragon“ Infantry Brigade Combat Team in den Süden Bagdads zur Unterstützung der Operation Iraqi Freedom. Unter dem Kommando der Multinational Division-Baghdad operierte die „Dragon Brigade“ von der Forward Operating Base Falcon für 15 Monate, bevor sie im April 2008 nach Fort Riley, Kansas zurückkehrte.

### Operation Iraqi Freedom 07–09
Im Herbst 2007 wurde die Combat Aviation Brigade „Demon Brigade“ der 1. Infanteriedivision in den Irak entsandt und wurde der Multinational Division-North im COB Spiecher in Tikrit unterstellt. Der Hauptteil der Heeresfliegerbrigade wurde ebenfalls in der COB Spiecher stationiert, während das 1. Squadron, 6th Cavalry Regiment und einige Unterstützungselemente in der FOB Warrior in Kirkuk ein neues Operationsgebiet erhielten.
Am 28. März 2008 wurde die 3. „Bulldog“ Brigade, 1st Armored Division (HBCT) in Fort Riley aufgelöst, während die Soldaten und Ausrüstung als 2. „Dagger“ Brigade, 1st Infantry Division (HBCT) neu aufgestellt wurden. Ab dem 30. September 2008 verlegte die gesamte Brigade in den Irak zur Unterstützung der Operation Iraqi Freedom. Sie wurde der Multinational Division-Baghdad im Camp Liberty unterstellt und ist verantwortlich für die Sicherheit im Nordwesten Bagdads.

### Operation Enduring Freedom IX
Das 3. „Duke“ Infantry Brigade Combat Team aus Fort Hood, Texas ersetzte die 173. Luftlandebrigade im Juli 2008 in Afghanistan. Sie übernahm im Osten des Landes als Task Force Duke in den Provinzen Nangarhar, Nuristan, Kunar und Laghmam den Dienst als ISAF-Friedenstruppe auf. Der Stab sowie die Unterstützungseinheiten sind in Dschalalabad in der FOB Fenty stationiert. Das 1. Bataillon, 26th Infantry Regiment dient in der heftig umkämpften Provinz Kunar. Die Kompanien des Bataillons sind entlang des Pech River in kleinen Kampfbasen/Fire Base verteilt. Im gleichen Gebiet sind auch Teile des 1. Bataillons, 6th Field Artillery Regiment mit ihren 155-mm-Haubitzen in der FOB Blessing stationiert. Im äußersten Osten, nur 50 Kilometer von der Grenze nach Pakistan entfernt, verrichtet das 6. Squadron, 4th Cavalry Regiment in der FOB Bostick sowie FOB Keating seinen Dienst. Das 2. Bataillon, 2nd Infantry Regiment wurde zur Unterstützung der kanadischen Streitkräfte in die Provinz Kandahar verlegt. Es überwacht von dem COP Terminator die Provinz Maywand.

## Organisation

Organigramm der 1. US-Infanteriedivision im Jahr 2024 (militärische Symbole)

Seit der Umstellung der Divisionsgliederung (Division 86) 1987 ist eine US-Infanteriedivision immer eine mechanisierte Infanteriedivision. Es besteht also kein Unterschied mehr zwischen einer gepanzerten Division und einer Infanteriedivision.
Dies brachte auch Veränderungen für die Big Red One mit sich, unter anderem die Einführung des Kampfpanzers M1 Abrams. Vorher waren in den meisten Infanterieeinheiten „nur“ die älteren M60 vorhanden. Dies geschah im Zuge der Heeresreform. Seitdem soll jede US-Division über vier Kampfbrigaden und eine Heeresfliegerbrigade verfügen. Im Einsatzfall werden ihr dann zusätzliche Unterstützungsbrigaden von übergeordneten Kommandostellen zugeordnet.
Die 1st Infantry Division ist aktuell mit folgenden Brigaden in Fort Riley (Kansas) stationiert:
- 1. Armored Brigade Combat Team
- 2. Armored Brigade Combat Team
- 1. Infanteriedivision Artillerie
- 1. Infanteriedivision Combat Aviation Brigade
- 1. Infanteriedivision Logistikbrigade

## Liste der Kommandeure

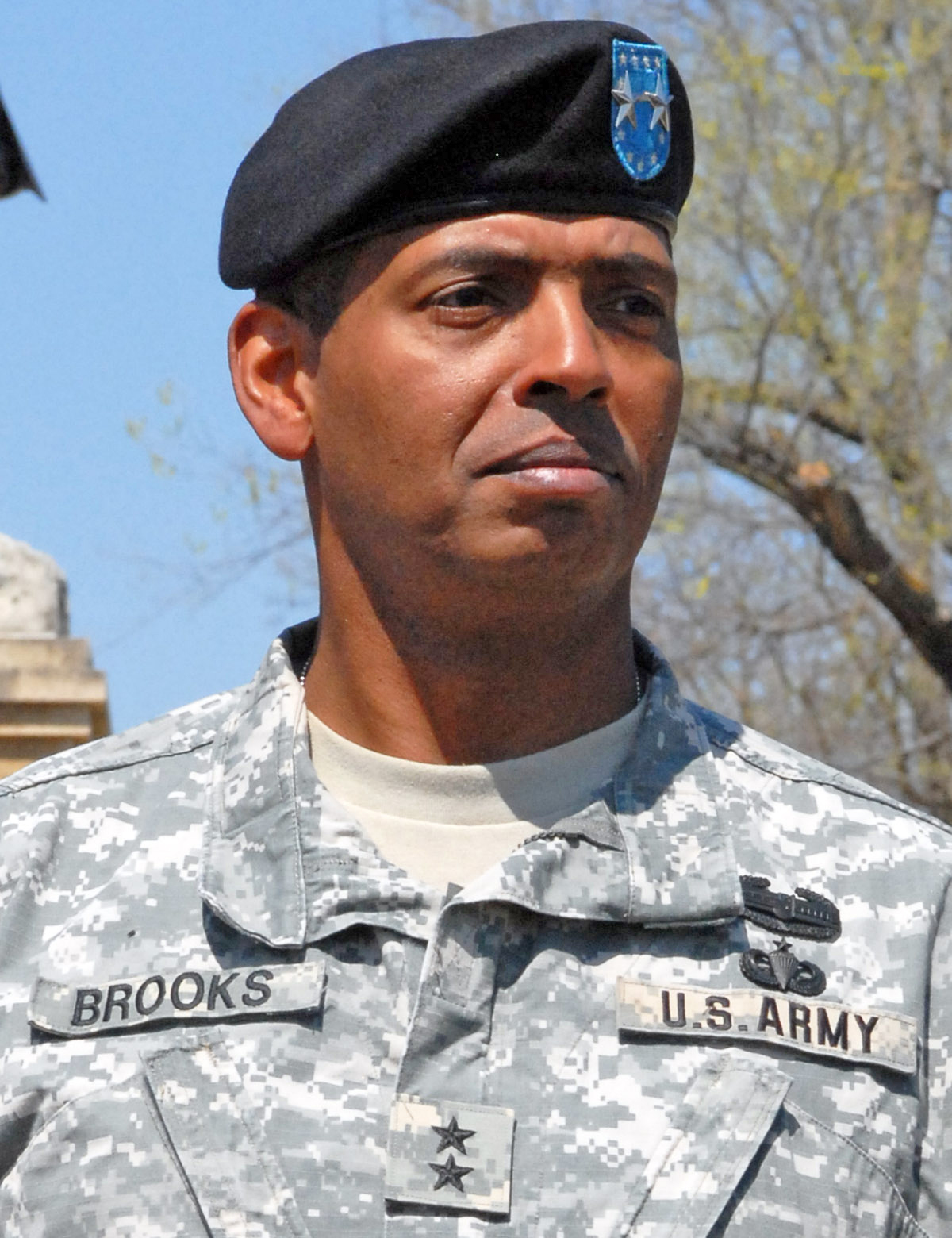
Major General Vincent K. Brooks

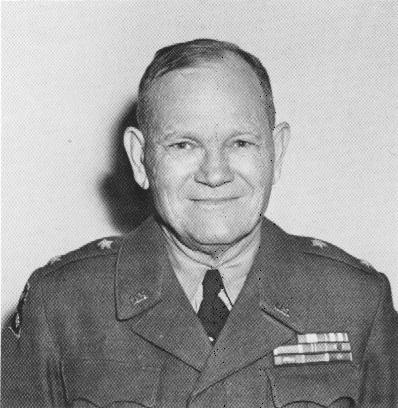
Major General Frank W. Milburn

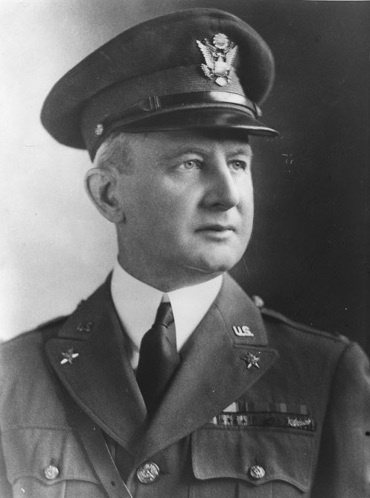
Major General Stanley H. Ford

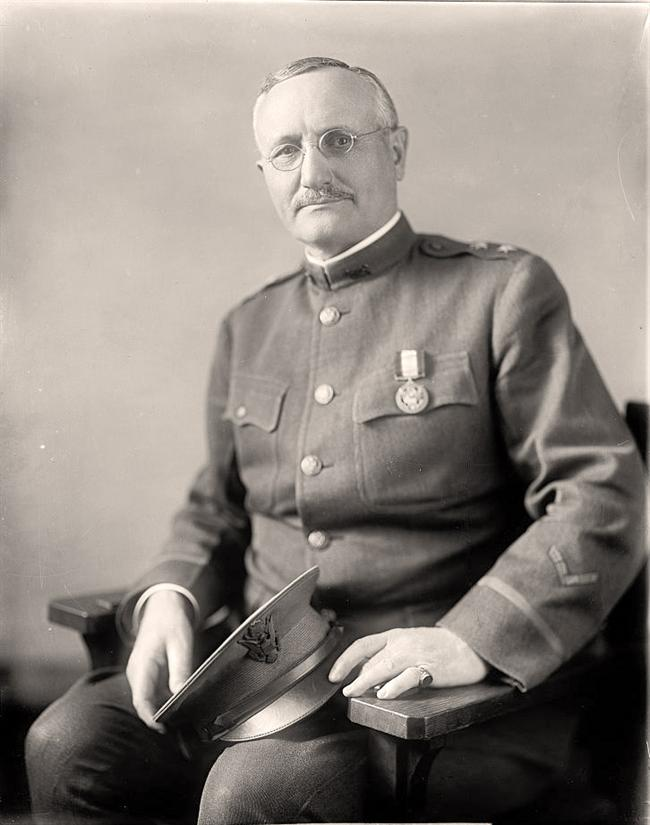
Major General William L. Sibert

| Name                                           | Beginn der Berufung | Ende der Berufung |
| ---------------------------------------------- | ------------------- | ----------------- |
| Major General Monte L. Rone                    | Juni 2024           | amtierend         |
| Major General John V. Meyer III                | Mai 2022            | Juni 2024         |
| Major General Douglas Sims II                  | August 2020         | Mai 2022          |
| Major General John S. Kolasheski               | Juni 2018           | August 2020       |
| Major General Joseph M. Martin                 | Oktober 2016        | Juni 2018         |
| Major General Wayne Grigsby                    | August 2015         | September 2016    |
| Major General Paul E. Funk II                  | Mai 2013            | Juli 2015         |
| Major General William C. Mayville              | 25. Mai 2011        | Mai 2013          |
| Major General Vincent K. Brooks                | 15. April 2009      | 25. Mai 2011      |
| Brigadier General Perry L. Wiggins (Interim)   | 17. Juli 2008       | 15. April 2009    |
| Major General Robert E. Durbin                 | Juli 2007           | Juli 2008         |
| Major General Carter F. Ham                    | August 2006         | Juli 2007         |
| Major General Kenneth W. Hunzeker              | Juni 2005           | August 2006       |
| Major General John R. Batiste                  | August 2002         | Juni 2005         |
| Major General Bantz J. Craddock                | September 2000      | August 2002       |
| Major General John P. Abizaid                  | August 1999         | September 2000    |
| Major General David L. Grange                  | Juli 1997           | August 1999       |
| Major General Montgomery C. Meigs              | März 1996           | Juli 1997         |
| Major General Randolph W. House                | Juni 1994           | Februar 1996      |
| Major General Josue Robles, Jr.                | Juli 1993           | Juni 1994         |
| Major General William W. Hartzog               | August 1991         | Juli 1993         |
| Major General Thomas Rhame                     | Juli 1989           | August 1991       |
| Major General Gordon R. Sullivan               | Juli 1988           | Juli 1989         |
| Major General Leonard P. Wishart III.          | April 1986          | Juli 1988         |
| Major General Ronald L. Watts                  | Juni 1984           | April 1986        |
| Major General Neal Creighton                   | Dezember 1982       | Juni 1984         |
| Major General Edward A. Partain                | Juli 1980           | Dezember 1982     |
| Major General Phillip Kaplan                   | Mai 1978            | Juli 1980         |
| Major General Calvert P. Benedict              | Mai 1976            | Mai 1978          |
| Major General Marvin D. Fuller                 | August 1974         | Mai 1976          |
| Major General G. J. Duquemin                   | Januar 1973         | August 1974       |
| Major General Edward M. Flanagan Jr.           | Januar 1971         | Dezember 1972     |
| Major General Robert R. Linvill                | April 1970          | Januar 1971       |
| Brigadier General John Q. Henion (Interim)     | März 1970           | April 1970        |
| Major General Albert E. Milloy                 | August 1969         | Februar 1970      |
| Major General Orwin C. Talbott                 | September 1968      | August 1969       |
| Major General Keith L. Ware                    | Februar 1968        | September 1968    |
| Major General John H. Hay Jr.                  | Januar 1967         | Februar 1968      |
| Major General William E. DePuy                 | März 1966           | Dezember 1966     |
| Major General Jonathan O. Seaman               | Februar 1964        | März 1966         |
| Major General Arthur W. Oberbeck               | Januar 1963         | Januar 1964       |
| Major General John F. Ruggles                  | August 1961         | Januar 1963       |
| Brigadier General William B. Kunzig (Interim)  | Juli 1961           | August 1961       |
| Brigadier General John A. Berry, Jr. (Interim) | Mai 1961            | Juli 1961         |
| Major General Theodore W. Parker               | Februar 1960        | Mai 1961          |
| Brigadier General John A. Seitz (Interim)      | Januar 1960         | Februar 1960      |
| Major General Harvey H. Fischer                | Dezember 1958       | Januar 1960       |
| Brigadier General Forrest Caraway (Interim)    | Oktober 1958        | Dezember 1958     |
| Major General David H. Buchanan                | April 1957          | Oktober 1958      |
| Major General Willis S. Matthews               | Januar 1956         | April 1957        |
| Major General Guy S. Meloy Jr.                 | Juni 1954           | Dezember 1955     |
| Major General Charles T. Lanham                | Januar 1953         | Juni 1954         |
| Major General Thomas S. Timberman              | Juli 1951           | Dezember 1952     |
| Major General John Dahlquist                   | September 1949      | Juli 1951         |
| Brigadier General Ralph J. Canine (Interim)    | Mai 1949            | September 1949    |
| Major General Frank W. Milburn                 | Juni 1946           | Mai 1949          |
| Major General Clift Andrus                     | Dezember 1944       | Mai 1946          |
| Major General Clarence R. Huebner              | August 1943         | Dezember 1944     |
| Major General Terry de la Mesa Allen           | Mai 1942            | August 1943       |
| Major General Donald C. Cubbison               | Januar 1941         | Mai 1942          |
| Major General Karl Truesdell                   | Oktober 1940        | Dezember 1940     |
| Major General Walter C. Short                  | Oktober 1938        | September 1940    |
| Brigadier General Laurence Halstead (Interim)  | Dezember 1937       | Januar 1938       |
| Colonel William P. Ennis (Interim)             | November 1937       | Dezember 1937     |
| Brigadier General Perry L. Miles (Interim)     | Oktober 1936        | Oktober 1937      |
| Major General Stanley H. Ford                  | März 1936           | Oktober 1936      |
| Major General Frank Parker                     | Februar 1936        | März 1936         |
| Brigadier General Charles D. Roberts           | November 1935       | Februar 1936      |
| Brigadier General Lucius R. Holbrook           | Oktober 1930        | November 1935     |
| Major General Briant H. Wells                  | März 1930           | September 1930    |
| Brigadier General William P. Jackson           | Januar 1930         | März 1930         |
| Brigadier General Hugh A. Drum                 | September 1927      | Januar 1930       |
| Major General Fox Conner                       | Mai 1927            | September 1927    |
| Brigadier General Hugh A. Drum                 | Mai 1926            | Mai 1927          |
| Brigadier General Frank Parker                 | Januar 1926         | Mai 1926          |
| Brigadier General Preston Brown                | Juli 1925           | Januar 1926       |
| Brigadier General William S. Graves            | Dezember 1922       | Juli 1925         |
| Major General Harry C. Hale                    | Februar 1922        | Dezember 1922     |
| Major General Charles T. Menoher               | November 1921       | Januar 1922       |
| Major General David C. Shanks                  | Juli 1921           | November 1921     |
| Major General Charles P. Summerall             | Oktober 1919        | Juni 1921         |
| Major General Edward F. McGlachlin             | November 1918       | September 1919    |
| Brigadier General Frank Parker                 | Oktober 1918        | November 1918     |
| Major General Charles P. Summerall             | Juli 1918           | Oktober 1918      |
| Major General Robert Lee Bullard               | Dezember 1917       | Juli 1918         |
| Major General William L. Sibert                | Juni 1917           | Dezember 1917     |

## Verweise